# نور رحمان اخلاقی
نورالرحمن اخلاقی وزیر امور مهاجرین و عودت‌کنندگان در سال ۱۳۹۹ افغانستان بود. او از اعضای حزب جمعیت اسلامی افغانستان است. وی دارای مدرک کارشناسی اقتصاد از دانشگاه کابل و کارشناسی ارشد بازرگانی و مدیریت استراتژیک از دانشگاه آزاد ایران است. در سال ۱۳۹۹ او از اعضای ارشد ستاد عبدالله عبدالله بود و به عنوان نماینده تیم ثبات و همگرای عبدالله عبدالله در برنامه‌های تلویزیونی شرکت می‌کرد. او همچنین رئیس شبکه جهانی نور نیز بوده‌است.اخلاقی با طالبان مخالف است و آن را مسئول آوارگی افغان‌ها در سراسر جهان می‌داند و همچنین پس از سرکار آمدن طالبان به آلمان پناهنده شد.